# Sommer-Paralympics 2020/Boccia
Bei den Sommer-Paralympics 2020 in Tokio wurden in insgesamt sieben Wettbewerben im Boccia Medaillen vergeben. Die Entscheidungen fielen zwischen dem 28. August und dem 4. September 2021 im Olympic Gymnastics Centre Tokio.

## Klassen
Bei den paralympischen Bocciawettbewerben wird zwischen vier Klassen unterschieden:
- BC1: Athleten mit Infantiler Zerebralparese mit motorischen Störungen, die den ganzen Körper betreffen. Spielen den Ball mit Händen oder Füßen. Können durch einen Helfer unterstützt werden.
- BC2: Athleten mit Infantiler Zerebralparese mit motorischen Störungen, die den ganzen Körper betreffen. Spielen den Ball mit den Händen. Keine Unterstützung durch einen Helfer.
- BC3: Athleten mit Infantiler Zerebralparese oder vergleichbaren Krankheiten, die alle vier Gliedmaßen betreffen. Benötigen die Hilfe einer Rampe, um den Ball spielen zu können, wobei auch ein Helfer hinzugezogen werden kann.
- BC4: Athleten, die nicht an Infantiler Zerebralparese leiden, dafür an Krankheiten Muskeldystrophie oder Tetraplegie, alle vier Gliedmaßen sind betroffen. Spielen den Ball mit den Händen, werden nicht durch einen Helfer unterstützt.

## Ergebnisse

### Einzel

#### Einzel BC1
| Platz | Land                   | Sportler                       |
| ----- | ---------------------- | ------------------------------ |
| 1     | Vereinigtes Königreich | David Smith                    |
| 2     | Malaysia               | Chew Wei Lun                   |
| 3     | Brasilien              | Jose Carlos Chagos de Oliveira |

#### Einzel BC2
| Platz | Land      | Sportler            |
| ----- | --------- | ------------------- |
| 1     | Japan     | Hidetaka Sugimura   |
| 2     | Thailand  | Watcharaphon Vongsa |
| 3     | Brasilien | Maciel Santos       |

#### Einzel BC3
| Platz | Land         | Sportler                |
| ----- | ------------ | ----------------------- |
| 1     | Tschechien   | Adam Peska              |
| 2     | Griechenland | Grigorios Polychronidis |
| 3     | Australien   | Daniel Michel           |

#### Einzel BC4
| Platz | Land     | Sportler         |
| ----- | -------- | ---------------- |
| 1     | Slowakei | Samuel Andrejcik |
| 2     | Thailand | Pornchok Larpyen |
| 3     | Hongkong | Leung Yuk Wing   |

### Team

#### Team BC1/BC2
| Platz | Land                | Sportler                                                                |
| ----- | ------------------- | ----------------------------------------------------------------------- |
| 1     | Thailand            | Witsanu Huadpradit Subin Tipmanee Watcharaphon Vongsa Worawut Saengampa |
| 2     | Volksrepublik China | Zhang Qi Yan Zhiqiang Lan Zhijan                                        |
| 3     | Japan               | Takumi Nakamura Takayuki Hirose Hidetaka Sugimura Yuriko Fujii          |

### Doppel

#### Doppel BC3
| Platz | Land         | Sportler                                                |
| ----- | ------------ | ------------------------------------------------------- |
| 1     | Südkorea     | Howon Jeong Hansoo Kim Yejin Choi                       |
| 2     | Japan        | Keisuke Kawamoto Kazuki Takahashi Keiko Tanaka          |
| 3     | Griechenland | Grigorios Polychronidis Anna Ntenta Anastasia Pyrgiotis |

#### Doppel BC4
| Platz | Land     | Sportler                                            |
| ----- | -------- | --------------------------------------------------- |
| 1     | Slowakei | Samuel Andrejcik Michaela Balcova Martin Streharsky |
| 2     | Hongkong | Lau Wai Yan Vivian Leung Yuk Wing Wong Kwan Hang    |
| 3     | RPC      | Daria Adonina Sergey Safin Iwan Frolow              |